# رن (کنفوسیانیسم)
رن (به چینی: 仁 Ren) یا ژن یا جین (به ژاپنی: 仁 じん) به معنی انسانیت یا «مروت» یکی از فضیلت‌های کنفسیوس‌گرایی است که نشان دهندهٔ کیفیت خوب یک انسان با فضیلت در هنگام نوع‌دوستی و ایثار است. برای نمونه احساسات محافظتی یک بزرگسال عادی نسبت به کودکان به عنوان رن شناخته می‌شود.

## کنفوسیوس
از دیدگاه کنفوسیوس، ژن" (仁) در واقع نام مجموعه‌ای از موارد اخلاقی خوش است از جمله احترام، عشق و وظایف در قبال والدین، وفاداری، همدردی، اعتمادپذیری و غیره. وقتی سلسله مراتب اجتماعی در جامعه ایجاد شد و گسترش یافت، به تعبیری نسیمی یا موجی از صفا و صمیمیت در درون این مراتب اجتماعی شروع به وزیدن می‌کند که نقطهٔ شروع آن از ناحیهٔ حاکم حکیم است، که وظیفه دارد عناوین را در جامعه اصلاح کند. این نسیم «جین» یا انسانیت است، که مثل بادی از ناحیهٔ حاکم می‌وزد و مردم در برابر آن مثل گیاه سرخم می‌کنند. انسانیت یا جین که هدف والای جامعهٔ مطلوب کنفوسیوس بود، در روابط عمیق خویشاوندی حاکم متولد می‌شود و پس از آن در کل اندام جامعه تسری می‌یابد به معنای همکاری در خلق یک دور نمای فوق‌العاده زیبای زندگی است. نشانهٔ ایجابی تحقق انسانیت در جامعه، عشق و احترام متقابل انسان‌ها به یکدیگر و جنبهٔ سلبی تحقق آن، به وجود آمدن حس شرم در انسان‌ها است. شرم عنصری فراگیر و در واقع رکن اصلی جامعه است و به جای قانون در تضمین سلامت جامعه عمل می‌کند. به‌طور کلی فرهنگ چین باستان، به عنوان «فرهنگ شرم» توصیف می‌شود. در این فرهنگ نگرانی و آگاهی از نظرات دیگران، شخص را از ارتکاب جرم بازمی‌دارد.
از دیدگاه کنفوسیوس، انسانها وقتی به ساحت انسانیت می‌رسند که از حوزهٔ «انسان طبیعی» که تحت تأثیر زمان بعدی ساخته شده‌است، بگذرند و از سرمشق‌های باستانی و فوق انسانی یعنی خاقان‌های اولیه پیروی کنند. از این رو، برای رسیدن به انسانیت تولدی دوباره لازم است و این تولد تولدی طبیعی و زیست‌شناسانه نیست، بلکه تولدی ما فوق طبیعی و مقرون به علم و آگاهی به جامعهٔ مقدس مورد نظر کنفوسیوس است.